# Buglawton
Buglawton – osada w Anglii, w hrabstwie Cheshire, w dystrykcie (unitary authority) Cheshire East. Leży 10 km od miasta Macclesfield. W 1931 roku civil parish liczyła 1651 mieszkańców.